# Tetrameranthus duckei
Tetrameranthus duckei R.E.Fr. – gatunek rośliny z rodziny flaszowcowatych (Annonaceae Juss.). Występuje naturalnie w Peru, Kolumbii, Wenezueli oraz Brazylii (w stanie Amazonas). 

## Morfologia
PokrójZimozielone drzewo dorastające do 3–8 m wysokości.
LiścieMają eliptyczny kształt. Nasada liścia jest ostrokątna. Blaszka liściowa jest całobrzega o spiczastym wierzchołku.
OwoceMieszki o zielonożółtawej barwie, osiągają 45–70 mm długości.

## Biologia i ekologia
Rośnie w lasach, na terenach nizinnych. Preferuje piaszczyste podłoże.